# World Community Grid
La Red de la Comunidad Mundial (en inglés World Community Grid) es una organización sin ánimo de lucro que tiene por objetivo principal la investigación de enfermedades, desastres naturales y problemas medioambientales, entre otros. A través de un sistema de computación voluntaria, el proyecto obtiene una gran potencia de computación a partir de ordenadores de usuarios y empresas de todo el planeta. El lema del World Community Grid es "Tecnología para resolver problemas". La potencia se consigue a través de un software (middleware) llamado BOINC. Este programa descarga instrucciones que el ordenador debe realizar y, al terminar, sube las operaciones realizadas a unos servidores centralizados de la organización.
El World Community Grid se basa en un sistema de puntos que se le otorga a cada usuario en función de las capacidades de su ordenador y del tiempo de investigación. Los usuarios también forman parte (voluntariamente) de un equipo, que compite con los demás por tener más puntos. También existe la posibilidad de agrupar las puntuaciones divididas por países. De este modo, se consigue animar a los usuarios a que cooperen con el proyecto.

## Funcionamiento
Aprovechando la potencia que no es utilizada, o remanente, en cada instante, la computadora solicitará datos de un proyecto específico en el servidor del World Community Grid. A partir de ahí ejecutará cálculos computacionales de estos datos, enviará los resultados de vuelta al servidor, y le solicitará un nuevo trabajo a este. Cada cálculo computacional que el ordenador realice proporciona a los científicos información potencialmente crítica que acelera el ritmo de las distintas investigaciones. Este proceso se realiza interfiriendo mínimamente con las tareas del usuario, que, en todo caso, podrá ajustar ciertos parámetros para adaptar el funcionamiento del software a sus necesidades.

## Historia
La historia de "World Community Grid" comienza en 2004 como una iniciativa voluntaria de IBM. World Community Grid fue desarrollado desde el lado técnico de IBM en cooperación con los Institutos Nacionales de Salud de EE. UU., la Organización Mundial de la Salud, las Naciones Unidas. Al principio, el sistema funcionaba solo en el sistema operativo Windows en la plataforma de United Devices (los autores del proyecto Grid.org). Participó en el subproyecto Smallpox Research Project, destinado al desarrollo de medicamentos contra la viruela. Los expertos en enfermedades infecciosas estudiaron la efectividad de diferentes combinaciones utilizando una gran red informática distribuida construida con computadoras voluntarias.El 16 de noviembre de 2004, en reconocimiento al éxito de la investigación, IBM anunció la creación de una red distribuida a nivel mundial, cuyo objetivo es crear un entorno técnico capaz de procesar una variedad de tareas para superar ciertos problemas globales de la humanidad. Posteriormente, un equipo de investigadores cambió la plataforma a BOINC, lo que hizo posible utilizar sus capacidades a usuarios con diferentes sistemas operativos. En vista del éxito de la investigación, IBM decidió transferir la propiedad al Instituto de Investigación de Krembil en septiembre de 2021 para garantizar una aplicación más amplia de sus logros. AutoDock 4 (AD4), que se utiliza en el proyecto Open Pandemics (OPN1), aplica un algoritmo genético para optimizar la eficacia del tratamiento.
Uno de los proyectos activos "Ayuda a combatir el cáncer infantil" utiliza tecnología de detección virtual para ayudar a combatir esta trágica enfermedad. Hoy (11 de junio de 2022), hay 5 proyectos de investigación activos en la Red Comunitaria Mundial (uno de los cuales está suspendido temporalmente).

## Proyectos

### Investigaciones activas
- Africa Rainfall Project (Lanzado en octubre de 2019)
- Smash Childhood Cancer (Lanzado en enero de 2017)
- Help Stop TB (Lanzado el 25 de marzo de 2016)
- Mapping Cancer Markers (Lanzado en noviembre de 2013)
- OpenPandemics - COVID-19 (Lanzado en mayo de 2020)

### Investigaciones completadas
- Proyecto Human Proteome Folding (Lanzado el 11 de noviembre de 2004, Completado el 18 de julio de 2006)
- FightAIDS@Home (Phase 1 Lanzado el 21 de noviembre de 2005)
- Human Proteome Folding (Pliegue del Proteoma Humano) - Fase 2 (Lanzado el 23 de junio de 2006)
- Help Defeat Cancer (Ayude a Derrotar el Cáncer) (Lanzado el 20 de julio de 2006)
- Genome Comparison (Comparación del Genoma) (Lanzado el 15 de noviembre de 2006)
- Help Cure Muscular Dystrophy (Lanzado el 19 de diciembre de 2006)
- Discovering Dengue Drugs - Together (Lanzado el 21 de agosto de 2007)
- AfricanClimate@Home (Lanzado el 3 de septiembre de 2007)
- Help Conquer Cancer (Lanzado el 6 de noviembre de 2007)
- Help Fight Childhood Cancer (Lanzado en marzo de 2009)
- Help Cure Muscular Dystrophy - Phase 2 (Lanzado en mayo de 2009)
- The Clean Energy Project - Phase 2 (Lanzado en junio de 2010)
- Computing for Clean Water (Lanzado en agosto de 2010)
- Discovering Dengue Drugs - Together - Phase 2 (Lanzado en febrero de 2010)
- Buscando medicinas contra la leishmaniasis (Lanzado en agosto de 2011)
- GO Fight Against Malaria (Lanzado en noviembre de 2011)
- Computing for Sustainable Water (Lanzado en abril de 2012)
- Say No to Schistosoma (Lanzado en febrero de 2012)
- Uncovering Genome Mysteries (Lanzado en octubre de 2014)
- Outsmart Ebola Together (Lanzado en diciembre de 2014)
- FightAIDS@Home - Phase 2 (Lanzado en septiembre de 2015)
- OpenZika (Lanzado en mayo de 2016)
- Microbiome Immunity Project (Lanzado en agosto de 2017)

## Infraestructura
La tecnología de la computación voluntaria consiste en la conexión a través de Internet de miles o millones de ordenadores y otros dispositivos para crear un “sistema virtual” de gran capacidad y potencia, incluso superior a la de algunos superordenadores, para participar de forma conjunta en un proyecto o investigación. La Empresa IBM ha donado el hardware, ha colaborado en el desarrollo del software y ha mantenido los servicios técnicos para crear la infraestructura tecnológica que precisa esta iniciativa. Además, proporcionaba servicios de alojamiento, mantenimiento y asistencia técnica.
En el año 2021, IBM transfirió su potestad sobre el proyecto al Instituto de Investigación Krembil, parte de la University Health Network. Esta es la mayor organización canadiense de investigaciones relacionadas con la sanidad, además de ser la organización pública de esta índole que más financión obtiene.

## Participación ciudadana
Cualquier usuario con un ordenador puede participar de forma voluntaria registrándose en el sitio web de la World Community Grid  y descargándose el software gratuito. Con este procedimiento, los usuarios estarán donando a la red la capacidad infrautilizada de sus ordenadores para el desarrollo de las investigaciones. Los voluntarios no deberían percibir ningún inconveniente ni interferencia alguna en el desarrollo de sus actividades cotidianas. Así mismo, tanto empresas como universidades, fundaciones y cualquier entidad puede convertirse en colaborador de World Community Grid con el compromiso de ayudar en su difusión.
Los participantes eligen participar en un proyecto, pudiendo cambiar a otros proyectos de la organización si así lo desean.